# Szczucin

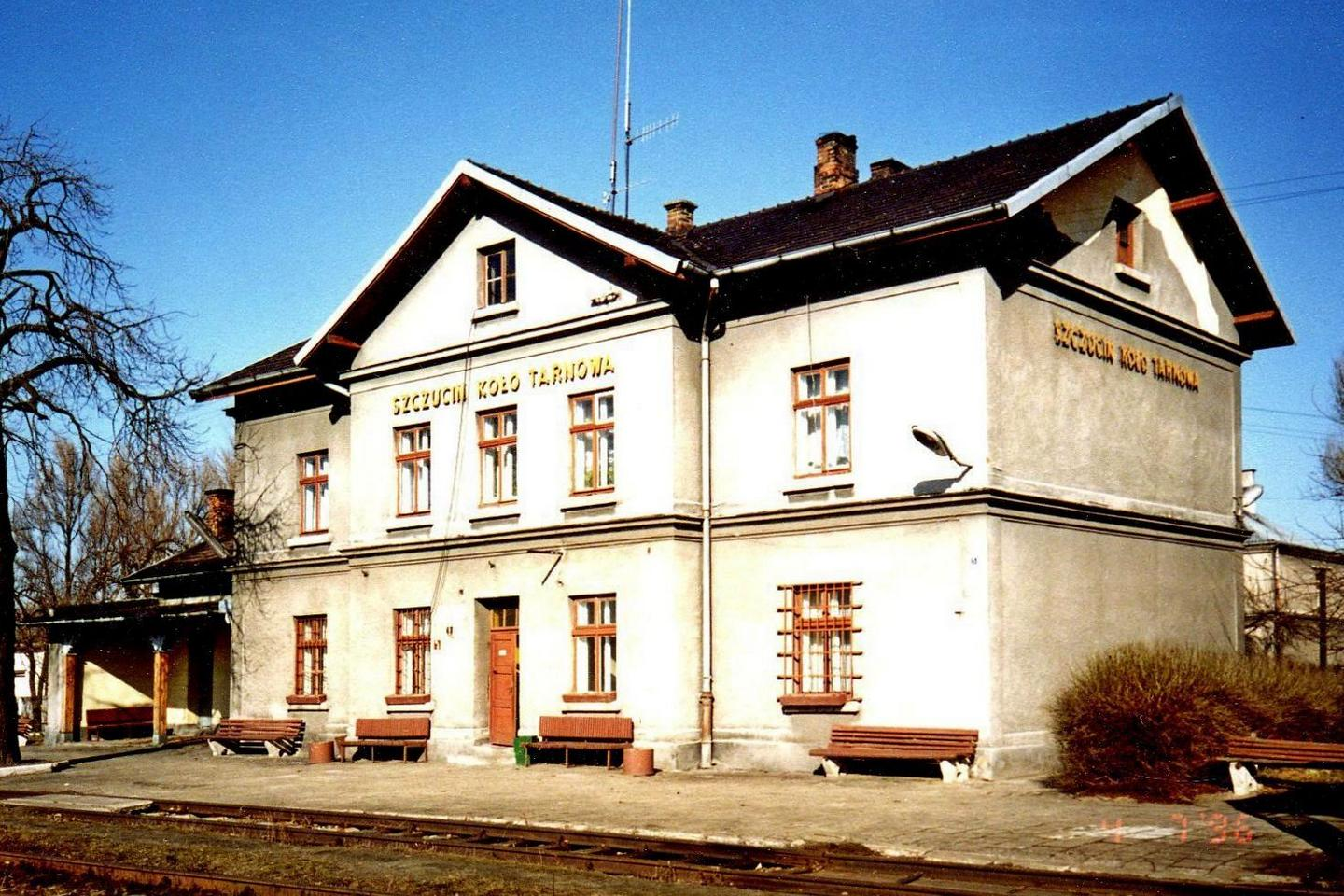
Gara

Szczucin este un oraș în județul Dąbrowski, Voievodatul Polonia Mică, Polonia cu 4.166 locuitori (2009).
Szczucin se află la aproximativ 16 km la nord-est de Dąbrowa Tarnowska, la 30 km spre nord de Tarnów și la 85 km spre est de capitala regională, Cracovia. Orașul are o populație de 4.069 locuitori.
Înainte de reorganizare administrativă a Poloniei (1999) Szczucin a făcut parte din Voievodatul Tarnów (1975-1998).
Situat pe râul Vistula, Szczucin este stația de capăt a căii ferate de importanță secundară Tarnów - Dąbrowa Tarnowska - Szczucin, construit de guvernul austriac în 1906.
Au existat mai multe planuri de extindere spre nord a linie, la Busko Zdroj și Kielce, dar până în prezent, nu au fost efectuate. Forma actuală a liniei este rezultatul faptului că Szczucin a fost amplasat până în 1918 pe granița de nord a Austro-Ungariei. Vistula a marcat frontiera, dincolo de care se întindea Imperiul Rus, iar guvernele celor două țări nu au fost interesați de realizarea liniei, care altfel ar fi conectat Tarnów controlat de austrieci cu Kielce controlat de ruși.
Orașul este situat de-a lungul drumului național nr. 73 (Varșovia - Kielce - Tarnów - Jasło), și aici drumul regional nr. 982 o ia spre est, până la Mielec, făcând Szczucin un nod de transport local.
Numele orașului provine probabil de la un proprietar din secolul al XIV-lea al locației, un om pe nume Szczuka.

## Istoric
Prima menționare a localității Szczucin (pe atunci cunoscut ca Sucin, mai târziu Sczucin) datează din 1326, și se referă la o biserică parohială locală, ceea ce înseamnă că acesta trebuie să fi fost construite mai devreme. Datorită poziției orașului de pe Vistula,  aici a fost stabilit un port fluvial. Cheresteaua din pădurile  Sandomierz erau aduse aici, încărcate pe nave și a tras la Gdańsk, cel mai mare port al Regatului Poloniei. Mai mult, Szczucin a fost un punct de trecere a Vistulei, de-a lungul unui traseu comercial în direcția nord-sud. În 1780 satul a obținut drepturi de oraș, dar în 1934 le-a pierdut, pentru că populația sa a scăzut sub 3.000, nivelul impus atunci. Szczucin și-a recăpătat drepturile de oraș, la 1 ianuarie 2009.

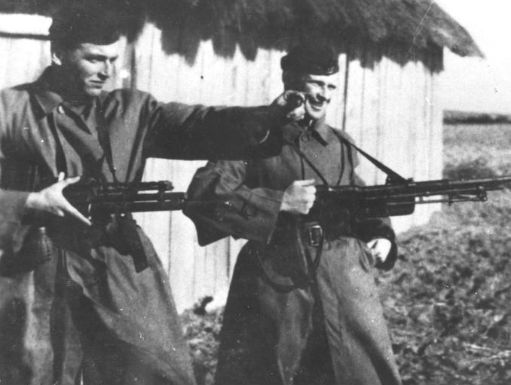
Partizani din Jędrusie (unitate de partizani)

După dezmembrările Poloniei, Szczucin se afla în Austria - la granița cu Rusia, iar orașul stagna. În toamna anului 1914, în timpul Primului Război Mondial, Szczucin a fost capturat de către ruși, care au rămas aici până în 1915 (a se vedea Ofensiva Gorlice-Tarnów). În septembrie 1939 Szczucin a fost zona mai multor ciocniri între Armata Poloneză în retragere și unități ale Wehrmacht-ului, care avansau.
La 12 septembrie 1939, soldații germani au masacrat prizonieri de război polonezi la o școală locală. În total au fost uciși 70 de soldați, iar această tragedie este comemorată de un monument. În timpul ocupației, Szczucin a fost un centru al mișcării de rezistență. În 1943, soldații din Jędrusie (unitate de partizani) au executat aici un ofițer de poliție colaborator al germanilor. La sfârșitul anului 1944, germanii au ordonat evacuarea locuitorilor Szczucin-ului, pentru că au pregătit poziții defensive de-a lungul Vistulei.
La Szczucin este singurul muzeu al Poloniei despre transporturi (Muzeum Drogownictwa), care are suprafață de două hectare, și se pot vedea  mașini vechi de construcții rutiere, precum și semne rutiere, posturi de drumuri, documente și alte elemente.

## Personalități din Szczucin
- Andrzej Gawroński
- Antonina Krzysztoń - cântăreașă folk, pop
- Włodzimierz Lechowicz - politician
- Franciszek Mamuszka
- Tadeusz Popiel- pictor, fratele sculptorului Antoni Popiel.
- Bronisław Rakowski - general de brigadă (1895-1950)